# Макканн, Чак
Чарльз Джон То́мас «Чак» Макканн (англ. Chuck McCann; 2 сентября 1934, Бруклин, Нью-Йорк — 8 апреля 2018, Лос-Анджелес, Калифорния) — американский актёр кино, телевидения и озвучания, комик, кукловод и ведущий.
Участвовал в съёмках более 100 фильмов. Снялся в телесериалах «Маленький домик в прериях», «Бонанза», «Коломбо», «Санта-Барбара», «227», «Старски и Хатч», «Юристы Бостона» и других.
Был известен, главным образом, как ведущий телевизионных и анимационных программ для детей, руководил собственной программой «Шоу Чака Макканна».
Участвовал в озвучивании анимационных фильмов и сериалов, а также в компьютерных игр (King’s Quest VI: Heir Today, Gone Tomorrow, True Crime: New York City, Heroes of Might and Magic V, Gothic 3, Spider-Man 3) и рекламных роликов.
Озвучивал шоу для детского телевидения. Именно его голосом говорили персонажи «Гарфилд шоу», «Новые приключения Винни-Пуха», «Утиные истории», «Братья Гавс», «Невероятный Халк», «Джетсоны», «Смурфики», «Чип и Дейл спешат на помощь», «Приключения мишек Гамми», «Чудеса на виражах», «Гарфилд и его друзья», "Гарфилд шоу, " «Озорные анимашки», «Том и Джерри. Детские годы», «Фантастическая четвёрка», «Железный Человек», «Суперкрошки» (1998), «Суперкрошки» (2016), «Тик-герой», «Время приключений», «Чёрный Плащ» и др.
Чак Макканн также был близким другом основателя журнала «Playboy» Хью Хефнера и участвовал в создании нескольких видео для журнала.
В 1958—1966 годах он был женат на Сьюзен О’Коннор, с которой у него родился сын Шон, умерший в 2009 году. С 1977 года он был женат на Бетти Фаннинг, с которой у него было две дочери.
Умер в 2018 году в возрасте 83 лет от сердечной недостаточности. Похоронен на кладбище Форест-Лаун.

## Избранная фильмография
| Год       |    | Русское название             | Оригинальное название        | Роль                       |
| --------- | -- | ---------------------------- | ---------------------------- | -------------------------- |
| 1968      | ф  | Сердце — одинокий охотник    | The Heart Is a Lonely Hunter | Спирос Антанопулос         |
| 1970      | ф  | Киномеханик                  | The Projectionist            | киномеханик / капитан Флэш |
| 1971      | ф  | Думаю о Дженнифер            | Jennifer on My Mind          | добрый самаритянин         |
| 1972      | ф  | Играй как по писаному        | Play It as It Lays           | ассистент врача            |
| 1976      | ф  | Немое кино                   | Silent Movie                 | охранник                   |
| 1992      | ф  | Божьи коровки                | Ladybugs                     | бармен                     |
| 1992      | ф  | Сторивилль                   | Storyville                   | Падж Герман                |
| 1993      | ф  | Робин Гуд: Мужчины в трико   | Robin Hood: Men in Tights    | сельский житель            |
| 1995      | ф  | Дракула: Мёртвый и довольный | Dracula: Dead and Loving It  | трактирщик                 |
| 2007—2008 | с  | Юристы Бостона               | Boston Legal                 | судья Байрон Фадд          |
| 2013—2015 | мс | Время приключений            | Adventure Time               | Мо                         |